# Iglesia de San Antonio de Padua (Sucuna)
La iglesia de San Antonio de Padua es un templo católico ubicado en la localidad de Sucuna, comuna de Camarones, Región de Arica y Parinacota, Chile. Construida en el siglo xix, fue declarada monumento nacional de Chile, en la categoría de monumento histórico, mediante el Decreto n.º 294, del 7 de noviembre de 2016.

## Historia
Fue construida a fines del siglo xix en estilo barroco andino.

## Descripción
Construida en cimientos de piedra, con muros de piedra rústica con mortero de barro, techumbre de madera de cactus y cubierta de caña, totora y paja brava. La torre campanario se encuentra adosada a la iglesia, y presenta un cuerpo y el campanario con cúpula de piedra rústica y pináculos.
La portada de acceso tiene ornamentación manierista, con dos columnas de piedra labrada. En su interior presenta un retablo de mampostería de piedra de tres calles.